# Ostravice (okres Frýdek-Místek)
Ostravice (moravsky Ostravica, polsky Ostrawica, německy Ostrawitz) je obec v okrese Frýdek-Místek v Moravskoslezském kraji, rozkládající na obou březích stejnojmenné řeky po obou stranách moravsko-slezské zemské hranice. Žije zde přibližně 2 500 obyvatel.

## Základní informace
Obec patří mezi významná letoviska Moravskoslezských Beskyd. Nachází se bezprostředně pod nejvyšším beskydským vrcholem Lysou horou a další významnou horou Smrkem. Nedaleko proti proudu řeky Ostravice se nachází přehradní nádrž Šance. Z 5 km vzdáleného Frýdlantu nad Ostravicí vede do obce železnice, která končí nádražím Ostravice v centru obce. Sousedními obcemi sídla jsou Staré Hamry, Malenovice, Pstruží, Krásná, Čeladná a Frýdlant nad Ostravicí.
V okolí je množství dobře značených turistických tras na horské hřebeny. Beskydy leží i dnes mimo hlavní turistické trasy a proto nabízejí celou řadu zajímavých míst, které jsou masovou turistikou téměř nedotčené. Výjimku tvoří masiv Lysé hory, která patří mezi významně zatíženou turistickým ruchem. Projevují se zde turistické eroze a negativní vlivy na životní prostředí. V obci se také nachází malý pivovar.

## Členění obce
Obec se člení na 2 katastrální území: Ostravice 1 (moravská část obce) o výměře 1 455,3 ha; a Staré Hamry 2 (slezská část obce) o výměře 1 311,9 ha. Hranici mezi nimi tvoří řeka Ostravice. Obec se funkčně dělí na Horní a Dolní Ostravici. Obec je funkčně polycentrickou. V Dolní Ostravici je nákupní středisko, stanice sboru dobrovolných hasičů, nádraží, golfový areál a více menších obchodních provozoven.

## Historie obce
Vznik obce Ostravice není zcela jasný. Podle některých náznaků se v oblasti obce a či jejího blízkého okolí usazovali osadníci již ve starší době, než se dozvídáme z dochovaných písemných pramenů. Literatura někdy hovoří i o starobylosti obce. O starším původu obce svědčí, že je ve své urbanistické struktuře výrazně poznamenaná lánovou kolonizací 13. století, která bývá s intenzivnějším osidlováním beskydského kraje spojována. Samotné reliktní sídelní jádro obce je pak podle urbanistické analýzy Ing. arch. Ladislava Mohelníka, Ph.D., zbudováno na základech původně zde existujícího pohanského kultovního okrsku, na který pak navázalo pozdější velkomoravské sídlo, zaniklé ve 13. století, a známé z historických listin z 9.-10. století pod názvem Ostarwitz. Další dochovaná písemná zmínka o obci pochází z roku 1581 z urbáře hukvaldského panství, kde se o ní píše jako o vsi OSTRAWICZE.
Až do roku 1951 se jednalo o čistě moravskou obec, s rozlohou 104,4 km². Tehdy zahrnovala území moderních katastrálních území Ostravice 1 (součást moderní obce Ostravice), Ostravice 2 (součást moderní obce Staré Hamry) a Bílá (moderní obec Bílá). Úřadování v původní obci Ostravice bylo kvůli její značné rozloze velice obtížné a proto již 3. srpna 1919 předložili obyvatelé území dnešní obce Bílá, na ustavující schůzi zastupitelstva obce Ostravice, žádost o rozdělení obce na dvě obce, což však bylo tehdy zamítnuto. K dalšímu jednání obecního zastupitelstva v této věci pak došlo 11. června 1923 za přítomnosti zástupce zemského úřadu v Brně Eduarda Nopa. 15. srpna 1923 se pak, opět za přítomnosti Eduarda Nopa, konalo konečné hlasování, kdy pro rozdělení bylo 5 hlasů a proti 13. Po druhé světové válce se pak objevil návrh, aby byla do celé akce přibrána ještě obec Staré Hamry, ležící tehdy kompletně ve Slezsku. Roku 1945 však byla celá tato plánovaná akce zamítnuta nařízením okresního národního výboru z 8. května 1945. Obyvatelé obce Ostravice se však nevzdali myšlenky na nové katastrální rozdělení a 2. února 1947 na společné schůzi místních národních výborů obcí Ostravice a Staré Hamry bylo odhlasováno, aby byla zvolena komise, která měla připravit návrh na sloučení a následné rozdělení obou obcí. Komise se sešla 15. února 1947, ale ukázalo se na ní, že již 22. září 1946 byl celý návrh místním národním výborem Staré Hamry zamítnut a že opětovného zamítnutí se celý návrh dočkal na schůzi pléna téhož MNV 26. dubna 1947 s tím, že se již nadále touto věcí MNV Staré Hamry nebude zabývat. Nakonec obec Ostravice dosáhla nového rozdělení úřední cestou seshora. Celé rozdělení, zahrnující i vznik nové obce Bílá, proběhlo k 1. červenci 1951, kdy zároveň proběhla radikální změna územního vymezení obcí Ostravice a Staré Hamry, při které byl původní katastr obce Ostravice rozdělen na 3 části, a původní katastr obce Staré Hamry na 2 části. Nejjižnější část katastru Ostravice byla přeměněna v novou obec Bílá. Střední část původního katastru Ostravice byla spojena s jižní částí katastru Starých Hamer, čímž vznikla obec Staré Hamry, jak ji známe dnes. Zbývající severní části katastrů obou obcí pak byly spojeny v moderní obec Ostravice.

## Doprava
Obec leží na železniční trati Frýdlant nad Ostravicí – Ostravice se zastávkou Ostravice zastávka a stanicí Ostravice. Obcí prochází silnice I/56.

## Pamětihodnosti
- Národní přírodní rezervace Mazák
- Přírodní rezervace Bučací potok
- Přírodní rezervace Malý Smrk
- Přírodní rezervace Mazácký Grúnik
- Přírodní rezervace Smrk
- Přírodní památka Koryto řeky Ostravice
- Přírodní památka Ondrášovy díry
- Kostel Nejsvětější Trojice, vysvěcen roku 1790; barokní oltářní obraz Svaté rodiny (1706. signatura Gottfried Herbert), přenesen z Fulneku
- Farní kostel Českobratrské církve evangelické[12]
- Srub Petra Bezruče
- letní dům O. Špačka (ev. č. 297), Ostravice 1
- rekreační dům JUDr. Šavrdy (ev. č. 978), Staré Hamry; 1925 arch. Václav J. Vojáček, úpravy 1930 arch. Karel Kotas
- rekreační chata Ing. V. Houdka (ev. č. 772), Staré Hamry 2; arch. F. Kolář-J. Rubý (1927)
- rekreační chata (ev. č. 347)
- rekreační chata manželů Hübnerových (ev. č. 0350), arch. Václav J. Vojáček (1924)
- rekreační dům Ladislava Jerieho (ev.č. 0832), Ostravice, z let 1929-1930; projekt arch. Karel Kotas; vitráže s krajinnými motivy v jídelně a na schodišti Jan Bauch (1934); železné domovní znamení: reliéf ruky s kahanem Jan Bauch (1939); v zahradě kamenná socha sedící dívky Elfrída Tumová (1935-1938) [13]

## Fotogalerie

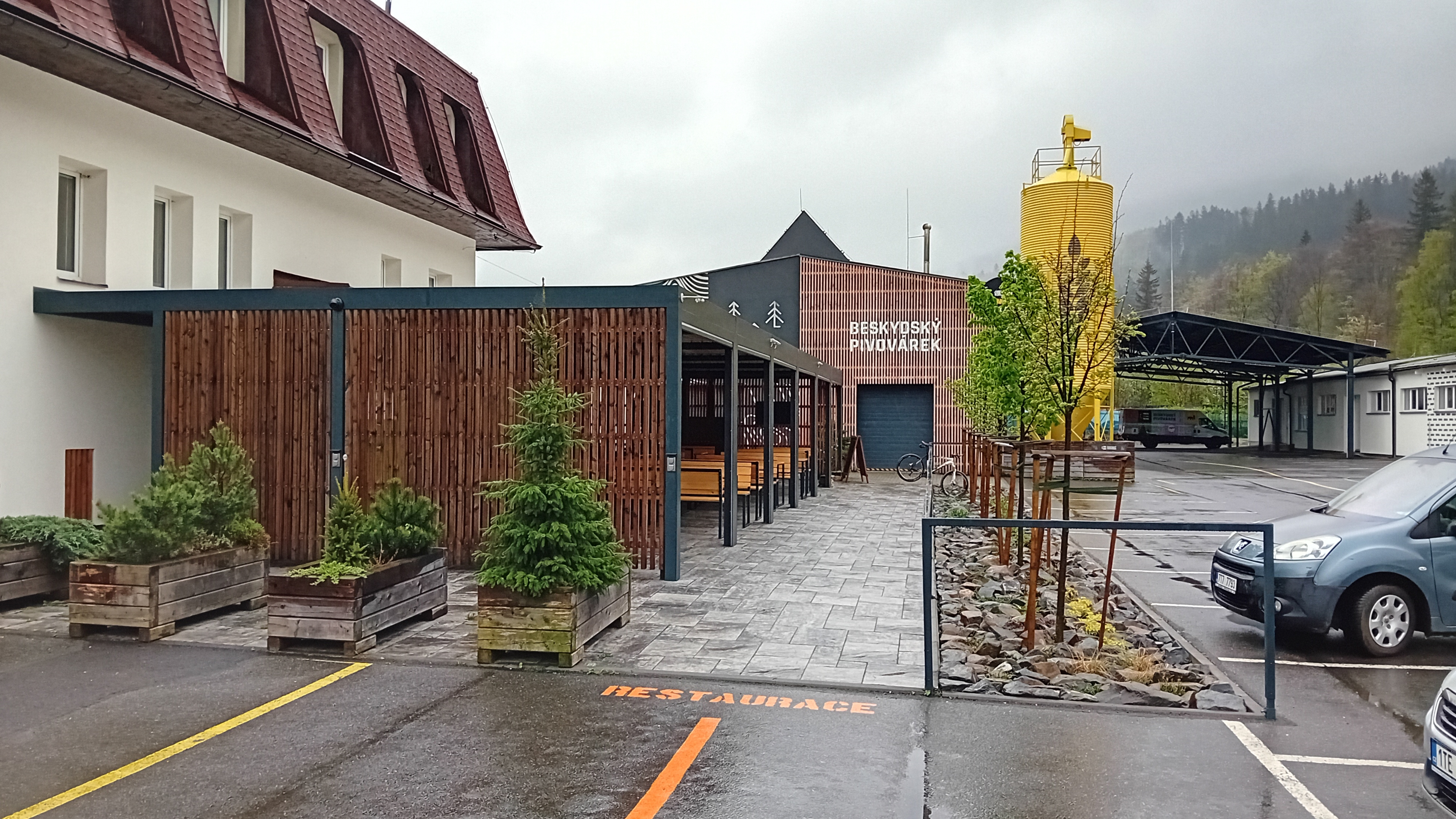
Místní pivovárek
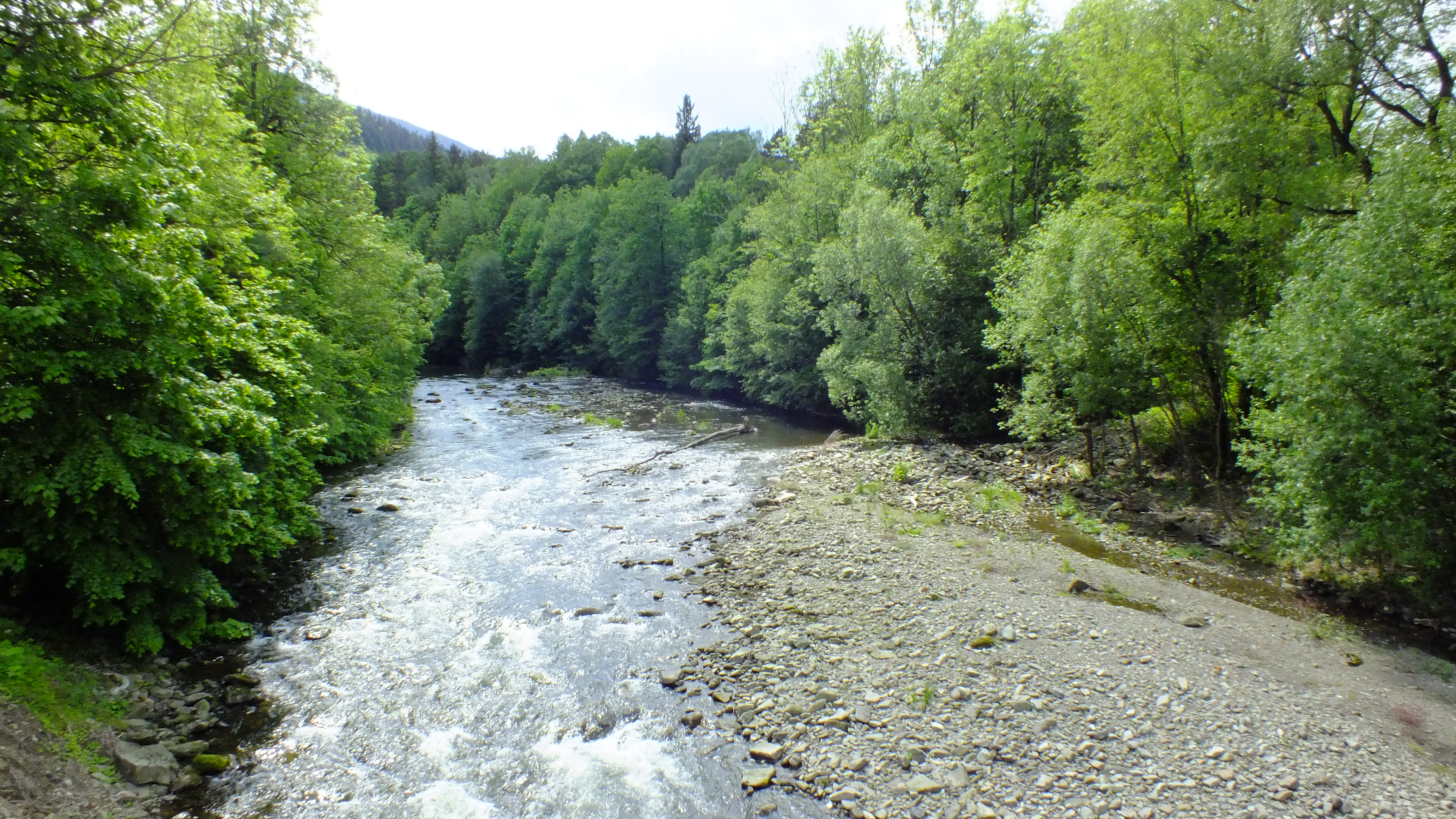
Řeka Ostravice v obci
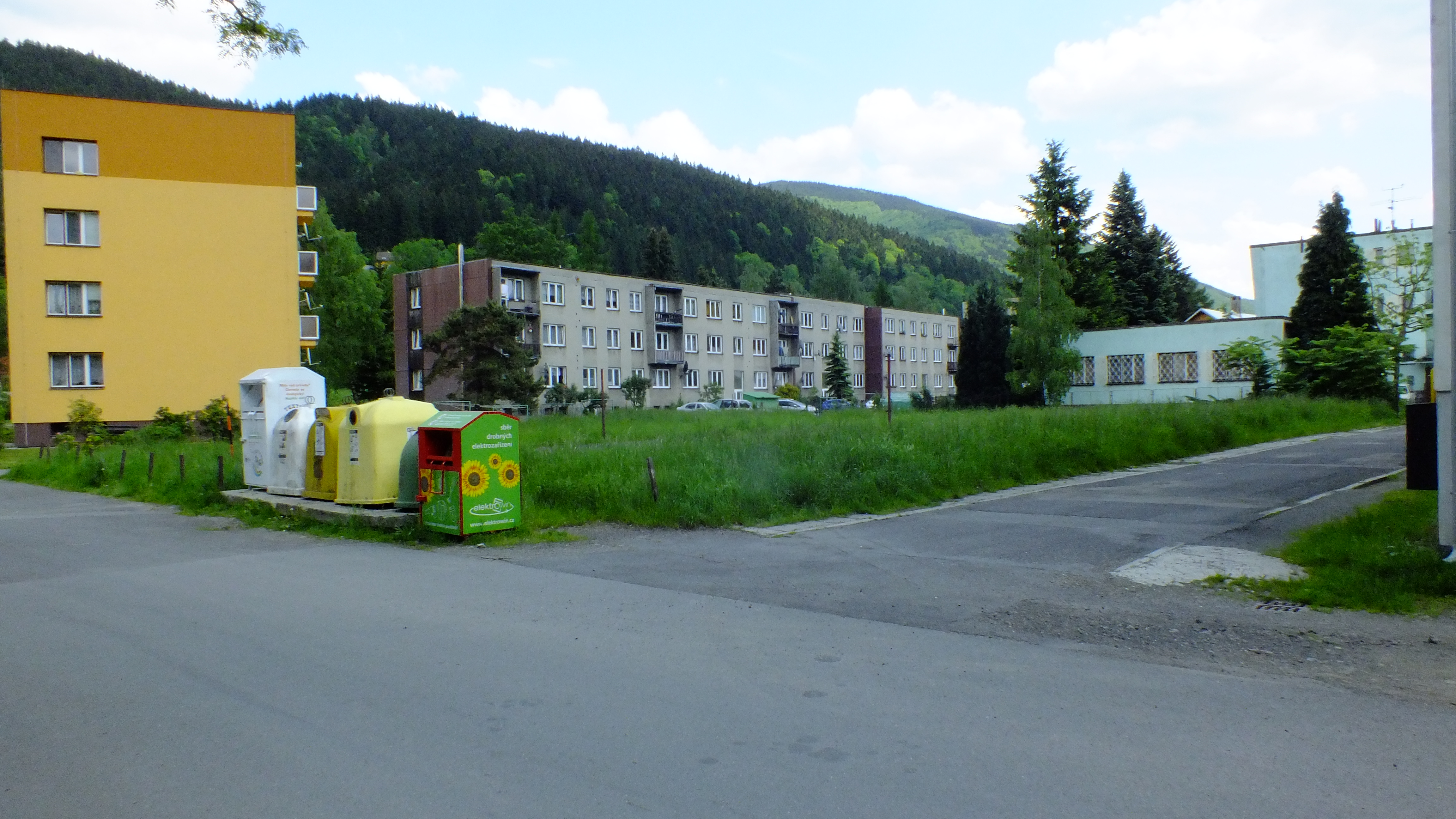
Bytovky
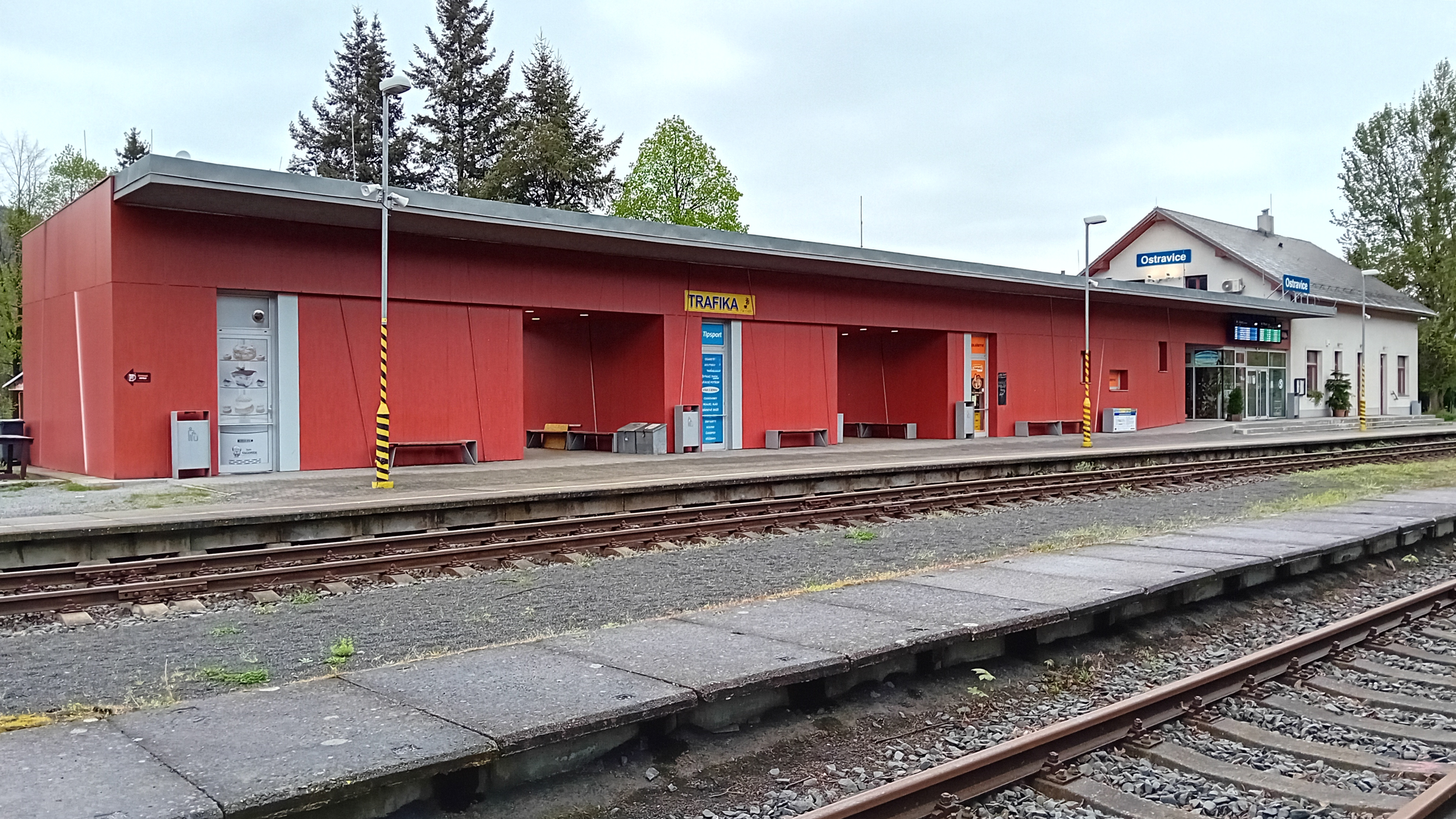
Železniční stanice
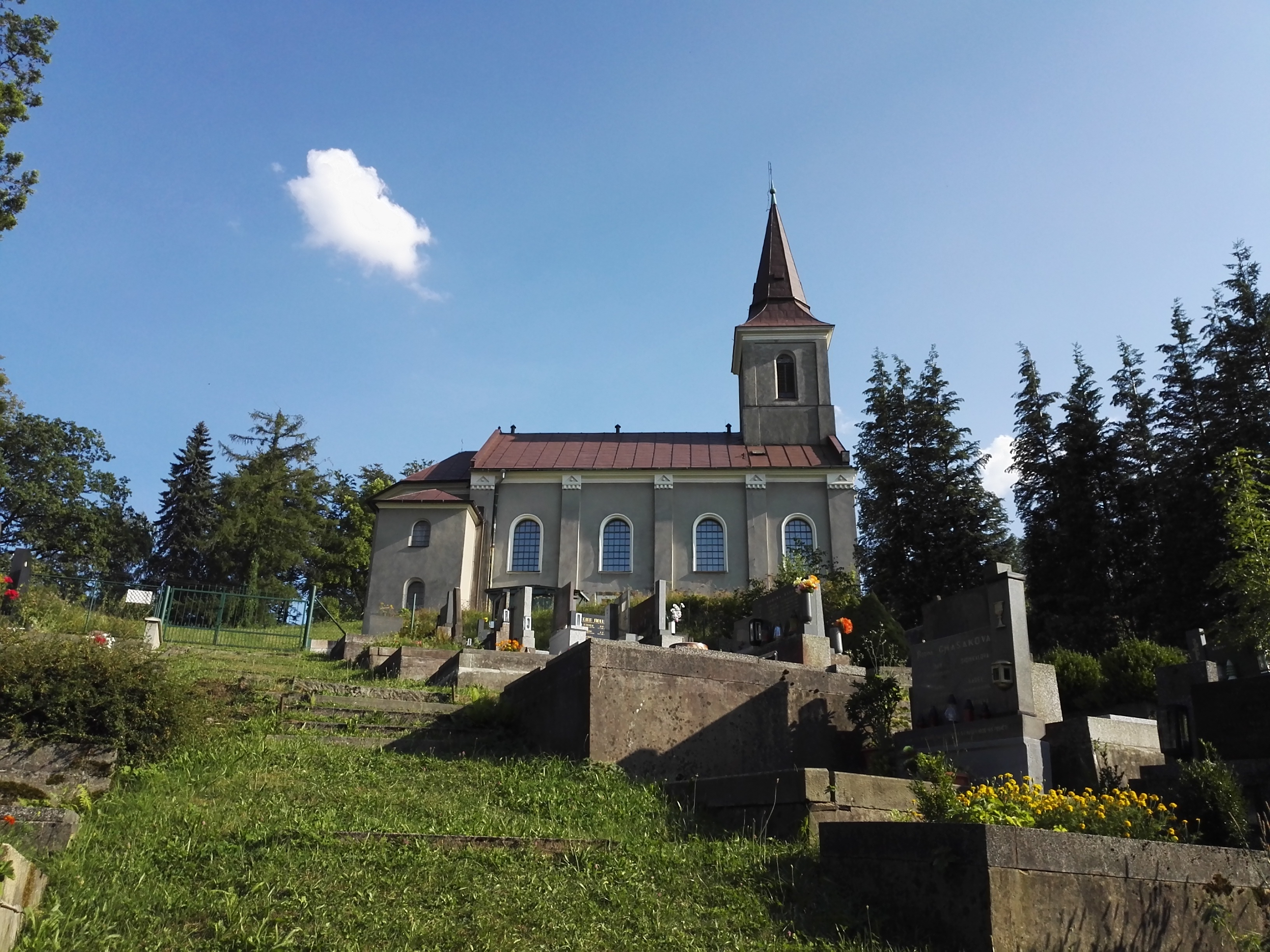
Farní kostel Českobratrské církve evangelické
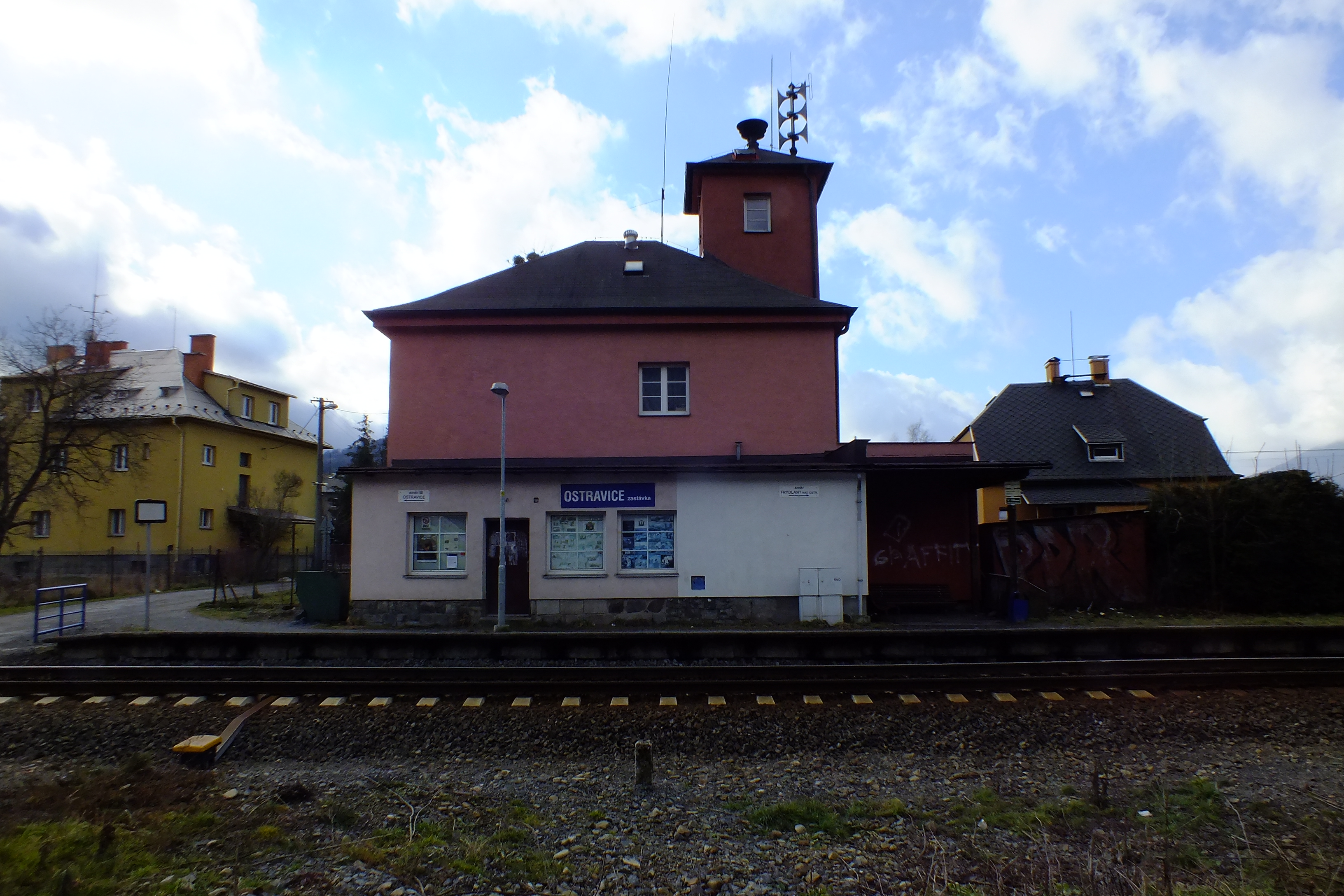
Železniční zastávka
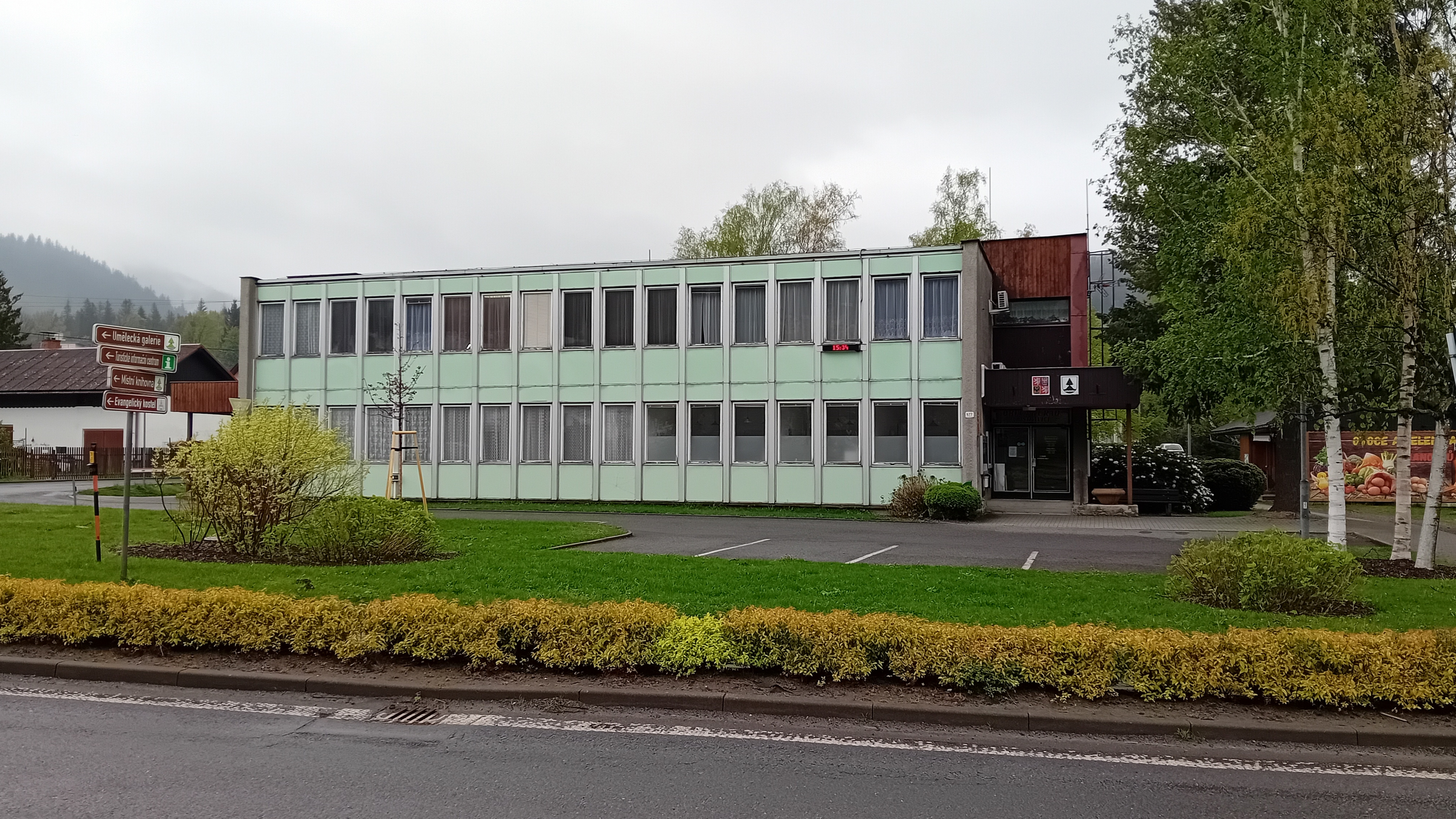
Obecní úřad
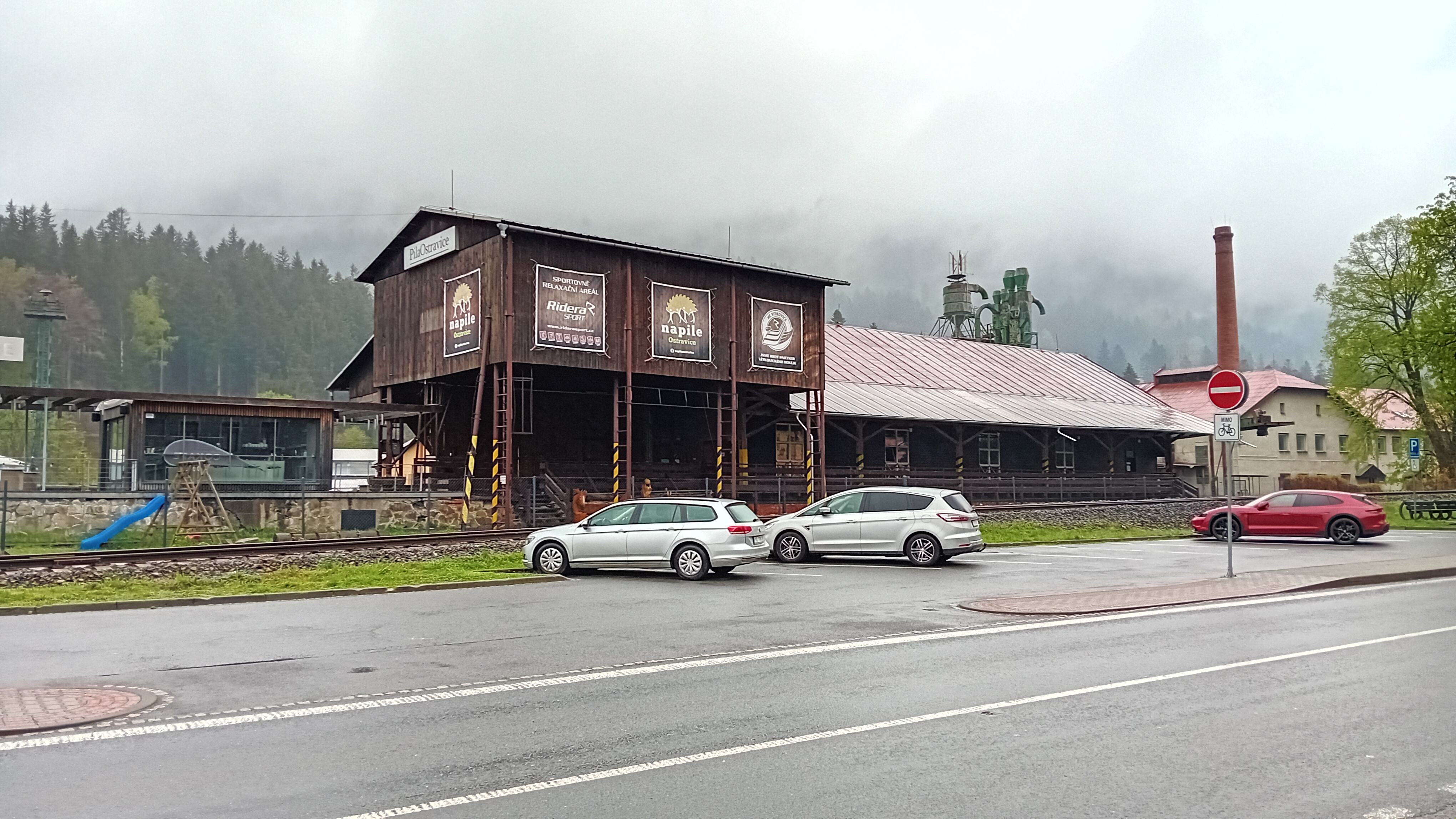
Bývalá Arcibiskupská pila